# Hengsberg
Hengsberg osztrák község Stájerország Leibnitzi járásában. 2017 januárjában 1421 lakosa volt. 

## Elhelyezkedése

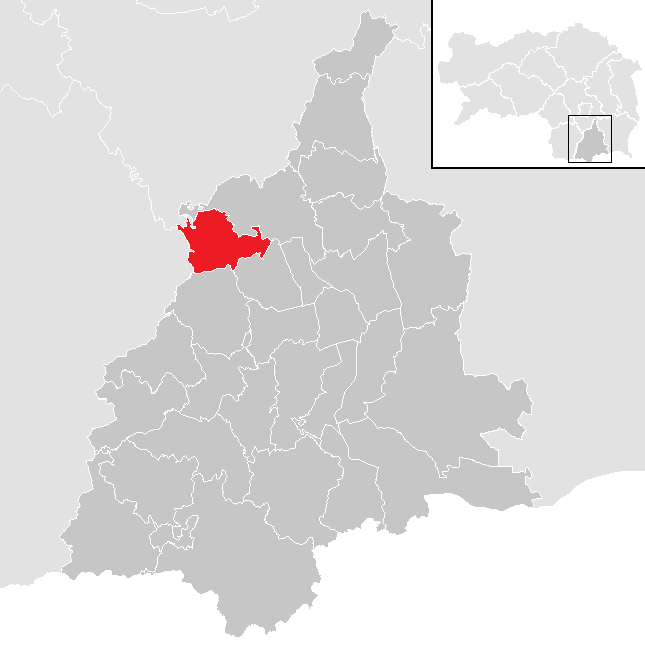
Hengsberg a Leibnitzi járásban

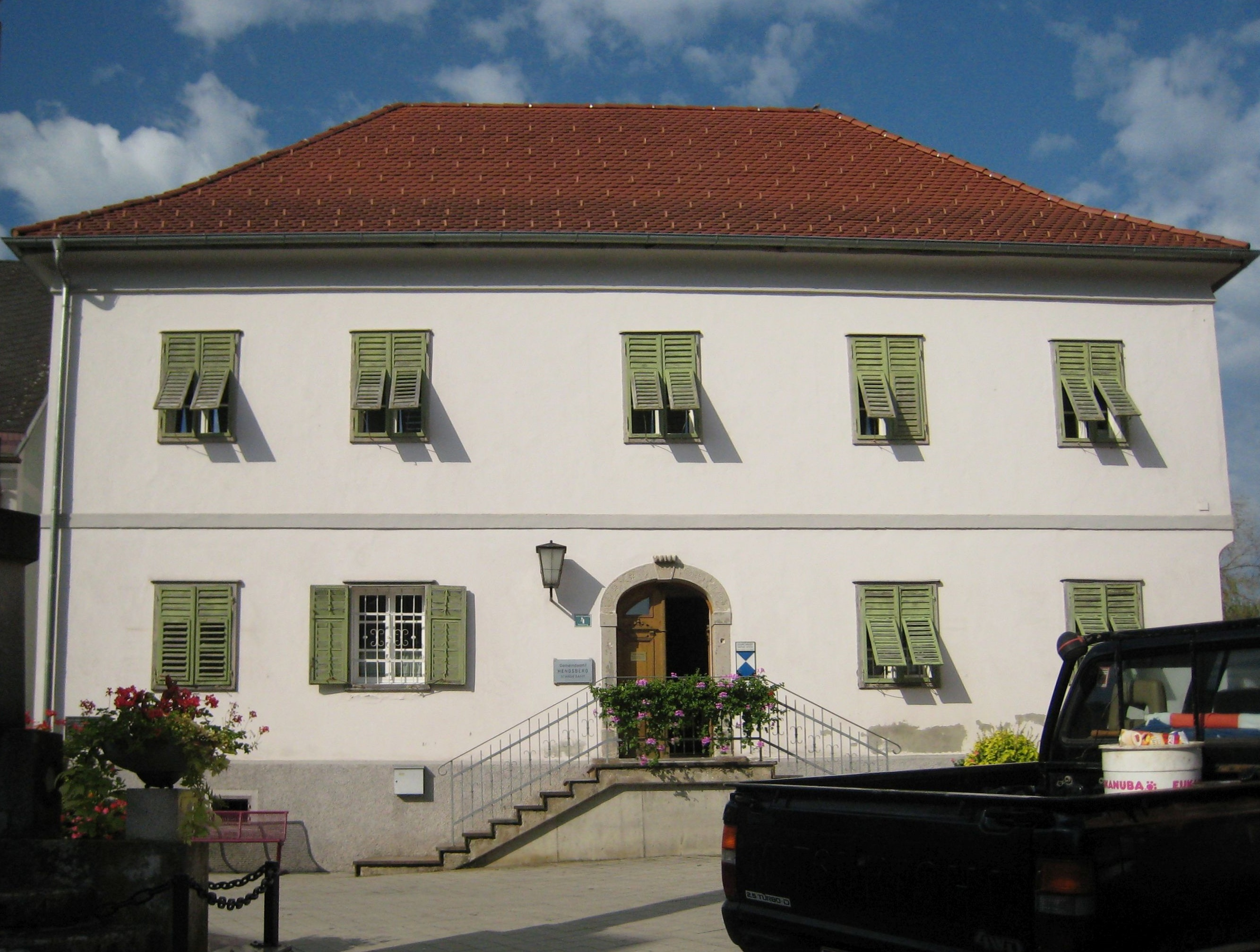
A községháza

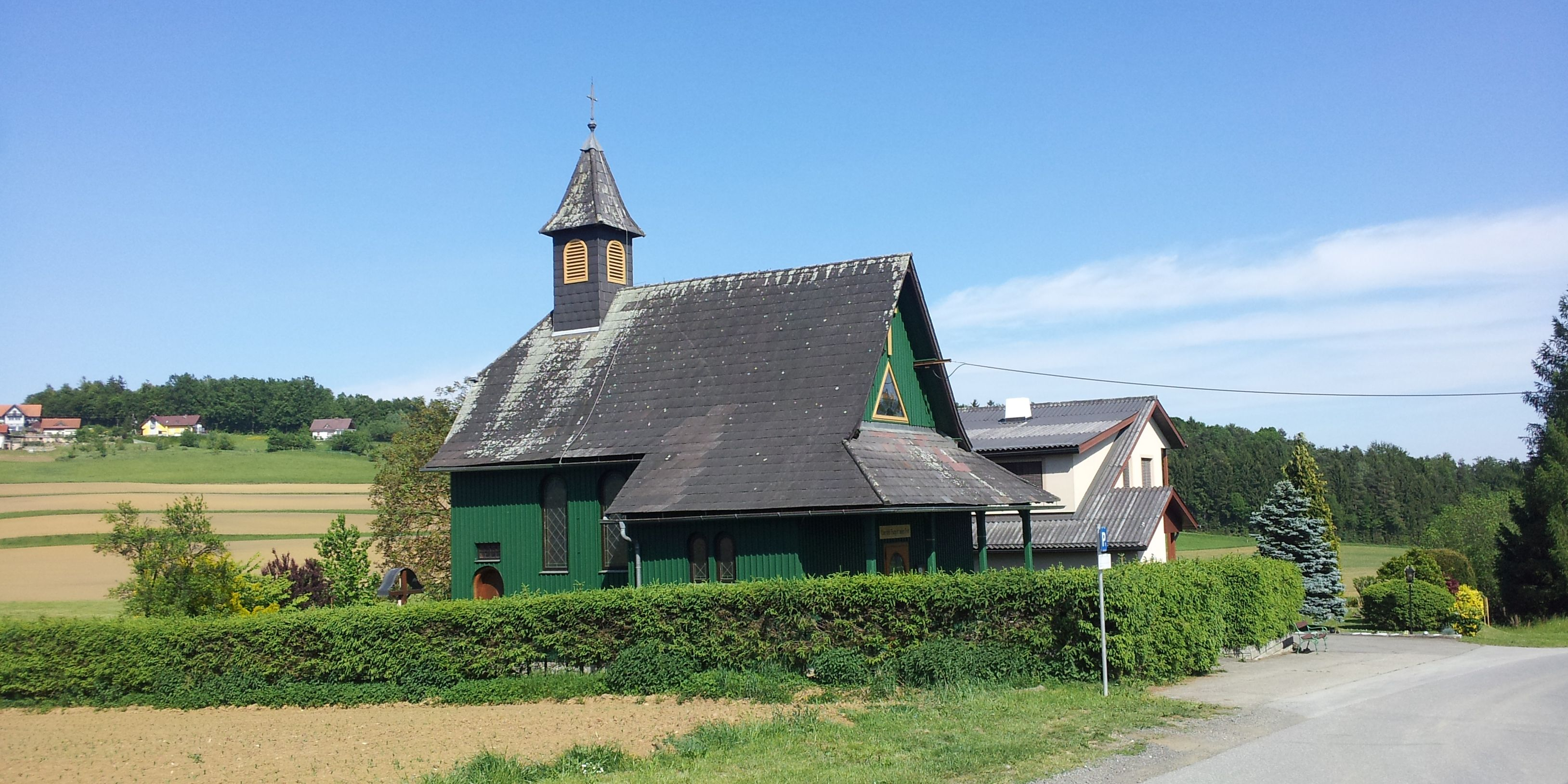
Az evangélikus templom

Hengsberg a tartomány déli részén fekszik a Nyugat-Stájerország régióban, az 550 méteres Buchkogel hegyének lábánál. Déli határát a Laßnitz, az északit részben a Kainach (mindkettő a Mura jobb oldali mellékfolyója) alkotja. Az önkormányzat 6 katasztrális községben (Fliessing, Hengsberg, Komberg, Kühberg, Schönberg, Schrötten) 9 falut egyesít: Flüssing (145 lakos), Hengsberg (198), Kehlsdorf (115), Komberg (176), Kühberg (97), Leitersdorf (124), Matzelsdorf (150), Schönberg an der Laßnitz (130), Schrötten an der Laßnitz (286). 
A környező települések: északkeletre Wildon, délkeletre Lang, délre Sankt Nikolai im Sausal, nyugatra Preding, északnyugatra Dobl-Zwaring. 

## Története
A település nevének első írásos említése 892-ből származik, amikor Arnulf király Hengistfeldon várában fogadta Sisseki Braszlav szláv fejedelmet. A vár később teljesen elpusztult és pontos helye nem ismert; az is lehet hogy a mai Wildon területén állt. 1045-ben III. Henrik király Balduin salzburgi érseknek adományozta a Laßnitz mentén fekvő Leitersdorf falut. 1053-ban I. Konrád bajor herceg árulás miatt kegyvesztetté vált és I. András magyar királyhoz menekült. Ezután András, valamint III. Wulf karintiai herceg és II. Aribo bajor palotagróf támogatásával a Karantán őrgrófságra támadt, számos falut elpusztított és elfoglalta Hengistburg ("Hengistiburg") várát. A magyarok közben nagy károkat okoztak az erődben és lerombolták a templomot, amit a következő évben újjáépítettek. A vár ekkoriban Közép-Stájerország egyik legfontosabb hatalmi központja volt, míg 1160 körül a stájer őrgróf át nem költözött Grazba és ezután elvesztette jelentőségét.
Az 1848-as forradalom után felszámolták a feudális uradalmakat, 1850-ben pedig megalakult Hengistburg önkormányzata. 1938-ban Ausztria csatlakozott a Német Birodalomhoz, a település pedig a Stájerországi reichsgau észe lett. 1939-től a Birodalmi Munkaszolgálat (Reicharbeitsdienst) 365. csoportja  Leitersdorf, Schrötten, Schönberg és Lang táboraiban kapott elhelyezést és a Laßnitz szabályozásán dolgozott. A táborokat 1945-ben felszámolták. A világháború után Hengsberg a brit megszállási zónába került.
1951-ben az addig önálló Flüssinget, 1970-ben pedig Schönberg an der Laßnitz és Schrötten an der Laßnitz községeket Hengsberghez kapcsolták.
2009-ben Hengsberg, Lang, Lebring-Sankt Margarethen, Stocking, Wildon és Weitendorf megalakította a Kulturpark Hengist kistérséget. A 2015-ös stájerországi közigazgatási reform során Stockingot és Weitendorfot egyesítették Wildonnal így a résztvevő önkormányzatok száma négyre csökkent.

## Lakosság
A hengsbergi önkormányzat területén 2017 januárjában 1421 fő élt. A lakosság 1991 és 2001 között ugrásszerűen 1185-ről 1398-ra nőtt; azóta 1400 körül stabilizálódott. 2015-ben a helybeliek 94,2%-a volt osztrák állampolgár; a külföldiek közül 1,3% a régi (2004 előtti), 1,7% az új EU-tagállamokból érkezett. 0,3% a volt Jugoszlávia (Szlovénia és Horvátország nélkül) vagy Törökország, 2,5% egyéb országok polgára. 2001-ben 89,9% római katolikusnak, 3,4% evangélikusnak, 0,3% ortodox keresztények, 0,9% muszlimnak, 4,5% pedig felekezet nélkülinek vallotta magát. Ugyanekkor két magyar élt a községben. 

## Látnivalók

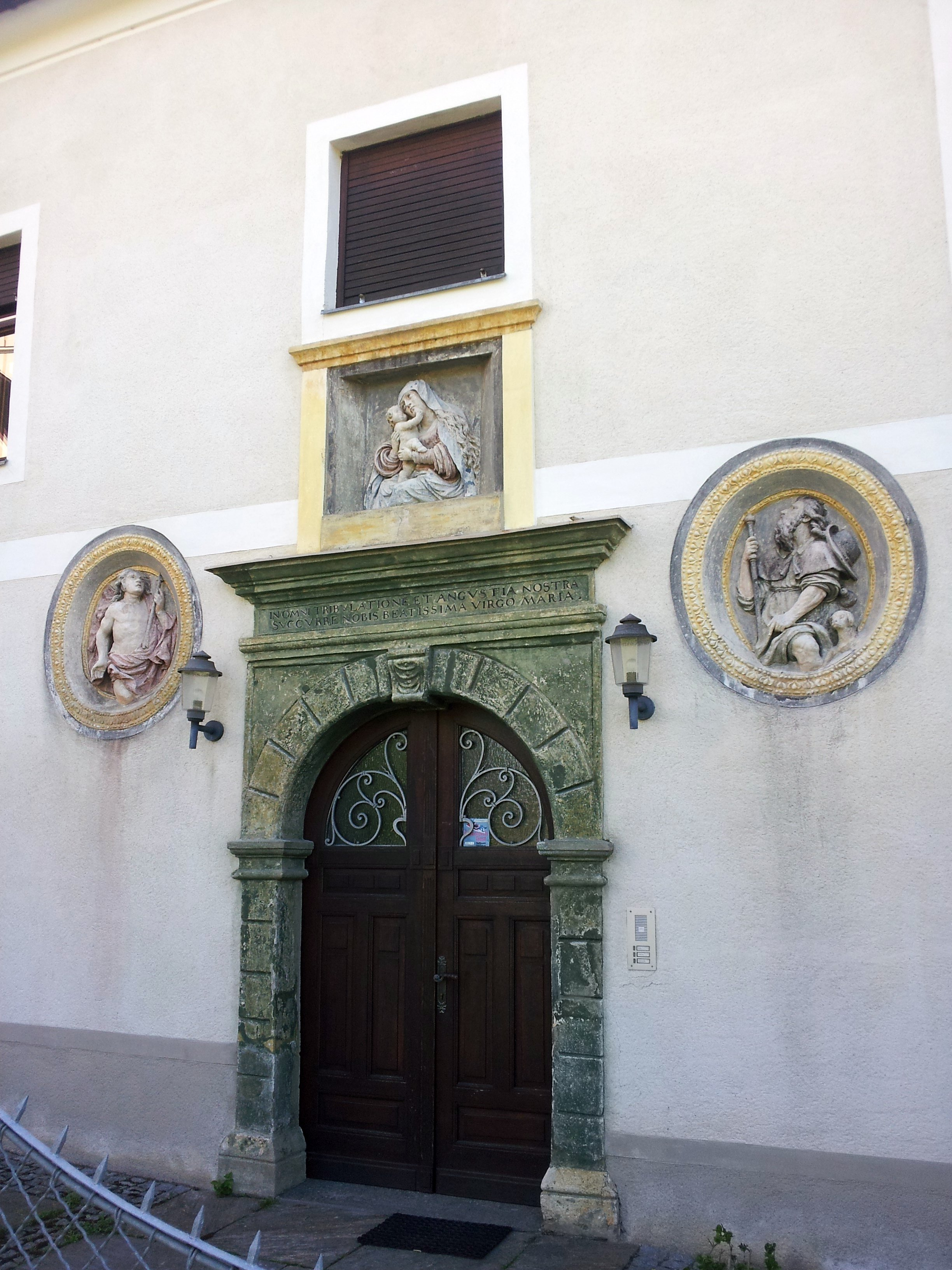
A paplak bejárata

- a Szt. Lőrinc-plébániatemplom a korábbi temető falával van körbevéve. Masszív, négyszintes gótikus-barokk tornya 72 m magas. Rokokó főoltára 1770-ből való. A templom alatt található a helytörténeti múzeum, ahol megtekinthetők a templom felújításakor talált erődalapok és egy kripta.
- a katolikus paplak a 17. században épült
- a községháza épületében korábban fiúiskola működött
- a Páli Szt. Vince apácarend volt zárdájában ma általános iskola működik
- az 1933-ban elkészült evangélikus templom
- a Freibühel-kastély
- a Wildoni Buchkogel természetvédelmi terület

## Fordítás
- Ez a szócikk részben vagy egészben  a   Hengsberg című német Wikipédia-szócikk ezen változatának fordításán alapul.  Az eredeti cikk szerkesztőit annak laptörténete sorolja fel. Ez a jelzés csupán a megfogalmazás eredetét és a szerzői jogokat jelzi, nem szolgál a cikkben szereplő információk forrásmegjelöléseként.